# ラヴボックス・フェスティバル
ラヴボックス・フェスティバル（Lovebox Festival）は、イギリス・ロンドンのガナーズベリー・パークで毎年6月に開催される音楽フェスティバル。一般的にはラヴボックス（Lovebox）と簡略化されて呼ばれる。エレクトロニック、ダンス、ヒップホップ、R&B、ポップ、インディー・ロックまで、様々なアーティストが参加する。

## 概要
ラヴボックス・フェスティバルは、2002年にDJのGroove Armadaによって初開催された。2004年からは定員を2万人に拡大し、3日以内に完売した。2005年には開催地をタワーハムレットのビクトリアパークに移転。フェスティバルは2日間に拡大し、収容人数は25,000人となった。2009年までに、Loveboxは収容人数を5万人に増やし、40エーカー（16万平方メートル）の敷地で開催されるようになる。2018年に開催地をロンドンのガナーズベリー・パークに移転した。

## ギャラリー

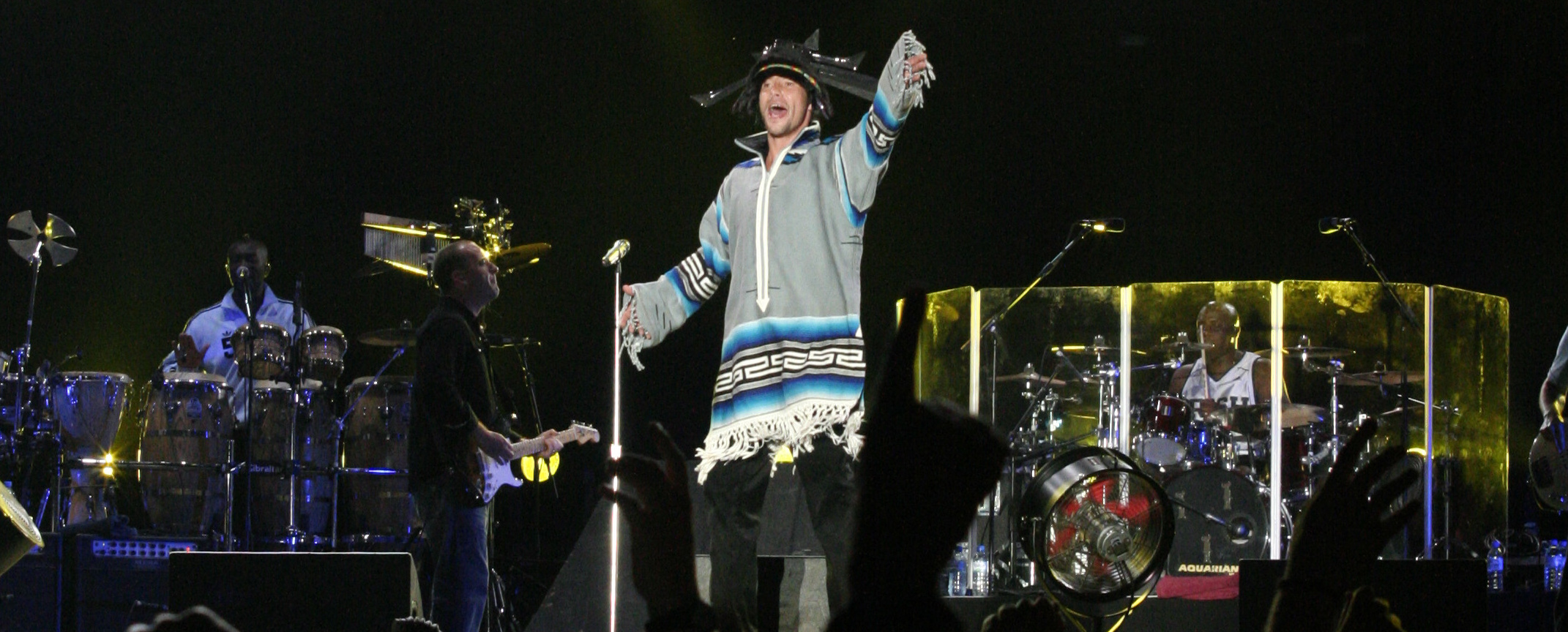
2006
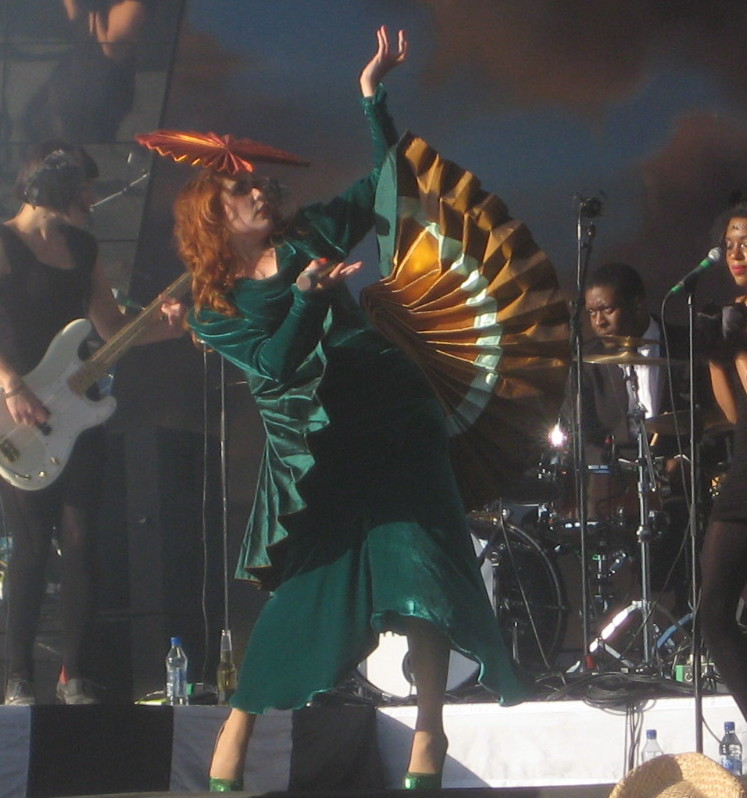
2010
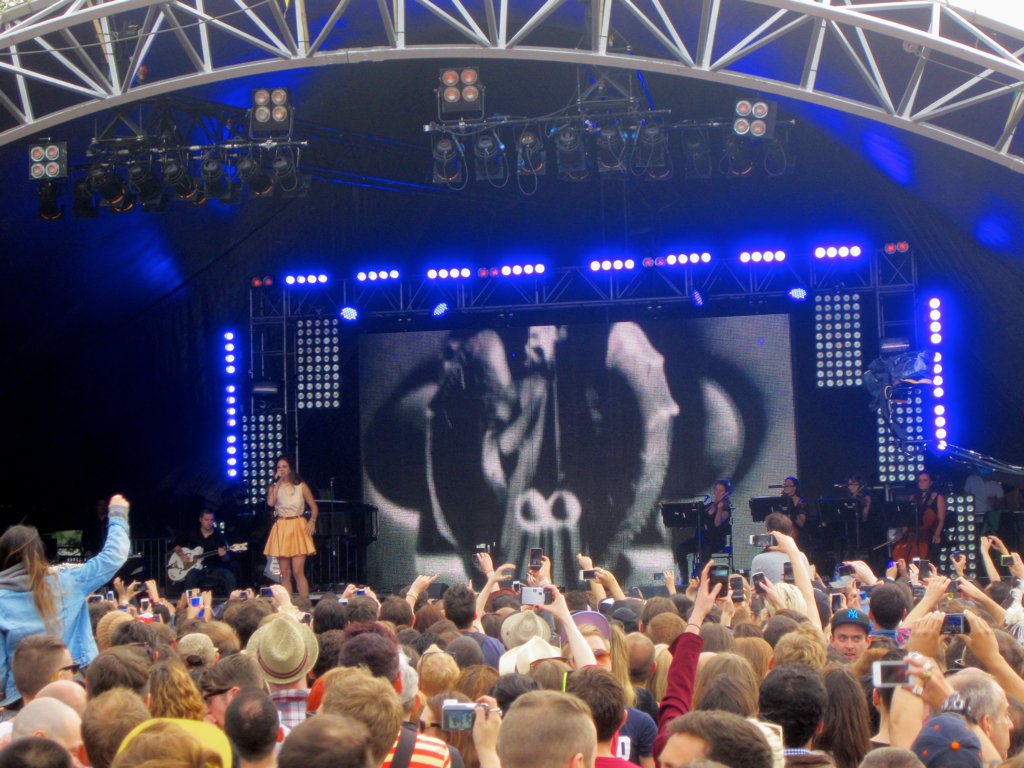
2012